# Macares
Macares (en llatí Machares, en grec antic Μαχάρης) va ser un príncep del Pont i rei del Bòsfor Cimmeri. Era fill de Mitridates VI Eupator.
El seu pare el va nomenar rei regent del Bòsfor després de sotmetre (per segona vegada) aquest regne cap a l'any 80 aC, després d'una curta guerra amb Luci Licini Murena. El 73 aC Mitridates, després de la seva derrota a Cízic davant dels romans, li va demanar ajut, que Macares va enviar amb facilitat, però el 71 aC després de noves derrotes, Macares va renunciar a ajudar el seu pare i va col·laborar amb els romans enviant una ambaixada a Lucul·le amb el regal d'una corona, i demanant un tractat d'aliança, que Lucul·le li va concedir fàcilment. Com a prova de la seva sinceritat, Macares va proveir a Roma amb subministraments i assistència al setge de Sinope, segons Apià i Plutarc.
Quan Mitridates, després de ser derrotat per Pompeu, va adoptar la resolució de marxar al Bòsfor amb les seves forces i renovar l'enfrontament des d'allà, Macares en saber que el seu pare s'acostava, i per temor al càstig per la seva traïció, va fugir a la ciutat de Querson (66 o 65 aC), on, desesperant de ser perdonat, es va suïcidar. Segons Dió Cassi el seu pare li va prometre que li salvaria la vida i quan es va entregar el va fer executar.